# Función continua

La función es continua en su dominio y no continuable en. Sin embargo, se puede definir su valor principal de Cauchy. Por otro lado, en análisis complejo (, especialmente), este punto (x=0) no se considera indefinido y se llama singularidad, porque cuando se piensa en como una variable compleja, este punto se puede definir como un polo de orden uno, y luego generar una serie de Laurent con una parte principal finita como máximo alrededor de los puntos singulares. Además, la esfera de Riemann se utiliza a menudo como modelo para estudiar funciones como la del ejemplo

En cálculo y topología, una función continua es una función para la cual, intuitivamente, variaciones pequeñas de puntos del dominio producen variaciones pequeñas en los valores de la función. Esto significa que no presenta "cambios bruscos" en puntos cercanos, lo que se conocería como una discontinuidad. Si la función no es continua, se dice que es discontinua. 
Informalmente, una función continua de {\displaystyle \mathbb {R} } en {\displaystyle \mathbb {R} } es aquella cuya gráfica puede dibujarse sin levantar el lápiz del papel (más formalmente su grafo es un conjunto conexo). Formalmente, una función es continua si se puede conseguir que sus valores varíen arbitrariamente poco a costa de hacer suficientemente pequeñas las distancias entre los argumentos considerados. Hasta el siglo XIX, los matemáticos definían la continuidad intuitivamente, y sólo trabajaban con funciones continuas. La definición de continuidad se consiguió formalizar por medio de la definición épsilon-delta de límite.
La continuidad de funciones es uno de los conceptos básicos del análisis matemático y de la topología general. Este artículo describe principalmente la continuidad de funciones reales de una variable real, aunque más abajo se describen también las generalizaciones a varias variables, espacios métricos y espacios topológicos.

## Continuidad o discontinuidad de una función en un punto
Al analizar una función:
{\displaystyle {\begin{array}{rrcl}f:&\mathbb {R} &\longrightarrow &\mathbb {R} \\&x&\mapsto &y=f(x)\end{array}}}
en un punto: {\displaystyle x=x_{1}}, pueden darse los siguientes casos:
{\displaystyle \mathrm {Funci{\acute {o}}n} \left\{{\begin{array}{l}\mathrm {continua} \left\{{\begin{array}{l}\mathrm {derivable} \\\mathrm {no\;derivable} \end{array}}\right.\\\\\mathrm {discontinua} \left\{{\begin{array}{l}\mathrm {evitable} \\\mathrm {esencial} \left\{{\begin{array}{l}\mathrm {de\;1^{a}\;especie} \left\{{\begin{array}{l}\mathrm {de\;salto\;finito} \\\mathrm {de\;salto\;infinito} \\\mathrm {asint{\acute {o}}tica} \end{array}}\right.\\\mathrm {de\;2^{a}\;especie} \end{array}}\right.\\\end{array}}\right.\end{array}}\right.}

## Funciones reales de una variable real
Informalmente hablando, una función {\displaystyle f} definida sobre un intervalo {\displaystyle I} es continua si la curva que la representa, es decir el conjunto de los puntos {\displaystyle (x,f(x))}, con {\displaystyle x} en {\displaystyle I}, está constituida por un trazo continuo, es decir un trazo que no está roto, ni tiene "hoyos" ni "saltos", como en la figura de la derecha.
El intervalo {\displaystyle I} de {\displaystyle x} es el dominio de definición de {\displaystyle f}, definido como el conjunto de los valores de {\displaystyle x} para los cuales f(x) existe.
El intervalo {\displaystyle J} de {\displaystyle y} es el rango (también conocido como imagen) de {\displaystyle f}, el conjunto de los valores de {\displaystyle y}, tomados como {\displaystyle y=f(x)}. Se escribe {\displaystyle J=f(I)}. Notar que en general, no es igual que el codominio (solo si la función en cuestión es suprayectiva.)
El mayor elemento de {\displaystyle J} se llama el máximo absoluto de {\displaystyle f} en {\displaystyle I}, y el menor valor de {\displaystyle J} es su mínimo absoluto en el dominio {\displaystyle I}.

### Continuidad de una función en un punto
La definición de continuidad en un punto es la siguiente:
Una función f es continua en un punto x0 que pertenezca al dominio de la función
si:
{\displaystyle \forall \varepsilon >0\quad \exists \delta >0\;}
tal que para toda x perteneciente al dominio de la función
{\displaystyle |x-x_{0}|<\delta \quad \Rightarrow \quad |f(x)-f(x_{0})|<\varepsilon }.
La anterior definición se puede leer intuitivamente como sigue. Un función f es continua en un punto x0 si podemos hacer que sus valores aproximen la imagen del punto, f(x0), arbitrariamente bien ({\displaystyle \forall \varepsilon >0} {\displaystyle \vert f(x)-f(x_{0})\vert <\varepsilon }) si consideramos sólo puntos x suficientemente cercanos a x0 (que disten de él menos que una distancia {\displaystyle \delta >0} que podemos tomar arbitrariamente pequeña). Es decir, las imágenes de {\displaystyle f} alrededor de {\displaystyle x_{0}} varían arbitrariamente poco si nos acercamos a {\displaystyle x_{0}} lo suficiente.
Comparando la definición dada con la definición épsilon-delta de límite, la podemos escribir en términos de límites de la siguiente manera; si x0 es un punto del dominio de la función que es punto de acumulación del mismo, entonces f es continua en x0 si y solo si {\displaystyle \lim _{x\to x_{0}}f(x)=f(x_{0})}. Cuando x0 es un punto del dominio que no es de acumulación del mismo, es decir, es punto aislado del dominio, se cumple trivialmente la definición, luego toda función es continua en los puntos aislados de su dominio. Por ejemplo, las sucesiones de números reales son un caso de función real de variable real cuyo dominio es el conjunto de los números naturales. Como todos los puntos del dominio de una sucesión son puntos aislados del mismo, se concluye que toda sucesión es una función continua. Por otro lado, no tiene sentido hablar de si una función es o no continua en un punto que no pertenezca al dominio de la misma. Por ejemplo, la función f(x)=1/x es continua en todos los puntos de su dominio (obsérvese que cero no está en el dominio de la función). En cero, como no está en el dominio, no podemos hablar ni de si es continua ni de si no lo es puesto que la definición de continuidad en un punto y, por tanto, la posibilidad de decidir sobre si una función es o no continua en dicho punto, parte de un punto del dominio de la función antes de definir la continuidad en el mismo. No olvidemos que el dominio de una función no tiene por qué ser un intervalo. Por ejemplo, el dominio de la función {\displaystyle f(x)={\sqrt {\cos(2\pi x)-1}}} es {\displaystyle \mathbb {Z} }, el conjunto de los números enteros.
A veces en la definición se ponen desigualdades de menor o igual (y no estrictas), es decir, se dice que {\displaystyle f\colon D\subseteq \mathbb {R} \rightarrow \mathbb {R} } es continua en {\displaystyle x_{0}} si 
{\displaystyle \forall \varepsilon >0\quad \exists \delta >0:\forall x\in D\quad \vert x-x_{0}\vert \leq \delta \Rightarrow \vert f(x)-f(x_{0})\vert \leq \varepsilon }.
Esto no constituye un problema porque ambas versiones de la definición son equivalentes. En efecto, si {\displaystyle f} es continua por la primera definición y queremos ver que lo es por la segunda, para cada {\displaystyle \varepsilon >0} basta tomar como delta de la segunda definición {\displaystyle \delta /2}, donde {\displaystyle \delta >0} es el delta que da la primera definición. Análogamente, suponiendo cierta la segunda definición, podemos comprobar la primera tomando {\displaystyle \varepsilon /2} en la segunda.
OBSERVACIÓN:
En el caso de aplicaciones de {\displaystyle \mathbb {R} } en {\displaystyle \mathbb {R} }, es común ver que se dice que una función {\displaystyle f} es continua en un punto x1 si existe f(x1), si existe el límite de f(x) cuando x tiende hacia x1 por la derecha, si existe el límite de f(x) cuando x tiende hacia x1 por la izquierda, y además ambos coinciden con f(x1). Esto implicaría que, dada una función, si no está definida en un punto, ésta no es continua en él, llegando a una situación como la siguiente: La función {\displaystyle f:(0,1)\longrightarrow \mathbb {R} } definida como {\displaystyle f(x)=x} no es continua en 0 porque no está definida en dicho punto, pero tampoco es continua en 3 ni en 5. Esta definición, no satisfactoria, de continuidad está muy extendida, pero hay que recordar el requisito indispensable para poder hablar de continuidad de que el punto en el que se estudia la continuidad pertenezca al dominio. Si no está en el dominio, pero es punto de acumulación del mismo, podemos hablar de si puede o no extenderse con continuidad a dicho punto, pero no podemos decir que la función es discontinua en dicho punto (la función extendida sí podría ser discontinua, puesto que al incorporar dicho punto al dominio, tiene sentido plantearse el estudio de la continuidad en él).
Así pues, una función f continua en un punto de su dominio x1 que, además, es punto de acumulación del mismo, implica lo siguiente:
{\displaystyle {\color {Blue}(7)}\;f(x_{1})=L_{(x_{1})}\left\{{\begin{array}{l}{\color {Blue}(5)}\;L_{(x_{1})}=L_{(x_{1})}^{+}=L_{(x_{1})}^{-}\left\{{\begin{array}{l}{\color {Blue}(3)}\;\exists \;L_{(x_{1})}^{+}\land \exists \;L_{(x_{1})}^{-}\;\left\{{\begin{array}{l}{\color {Blue}(1)}\;\exists \;L_{(x_{1})}^{+}={\displaystyle \lim _{x\to {x_{1}}^{+}}f(x)}\\\\{\color {Blue}(2)}\;\exists \;L_{(x_{1})}^{-}={\displaystyle \lim _{x\to {x_{1}}^{-}}f(x)}\end{array}}\right.\\{\color {Blue}(4)}\;L_{(x_{1})}^{+}=L_{(x_{1})}^{-}\end{array}}\right.\\{\color {Blue}(6)}\;\exists f(x_{1})\end{array}}\right.}
(1). Existe el límite por la derecha:
{\displaystyle \exists \lim _{x\to x_{1}^{+}}f(x)\in \mathbb {R} }
(2). Existe el límite por la izquierda:
{\displaystyle \exists \lim _{x\to x_{1}^{-}}f(x)\in \mathbb {R} }
(3). Existe el límite por la derecha y por la izquierda:
{\displaystyle \exists \lim _{x\to x_{1}^{+}}f(x)\in \mathbb {R} \quad \land \quad \exists \lim _{x\to x_{1}^{-}}f(x)\in \mathbb {R} }
(4). El límite por la derecha y el límite por la izquierda coinciden:
{\displaystyle \lim _{x\to x_{1}^{-}}f(x)=\lim _{x\to x_{1}^{+}}f(x)}
(5). Si existen el límite por la derecha y por la izquierda y sus valores coinciden, la función tiene límite en este punto:
{\displaystyle \lim _{x\to x_{1}}f(x)=\lim _{x\to x_{1}^{-}}f(x)=\lim _{x\to x_{1}^{+}}f(x)}
(6). Existe f(x1):
{\displaystyle \exists f(x_{1})}
(7). El límite y el valor de la función coinciden:
{\displaystyle \lim _{x\to x_{1}}f(x)=f(x_{1})}
Se dice que una función es continua en un intervalo si es continua en todos sus puntos.
Si f(x1)= y1, la continuidad en x1 se expresa así:
{\displaystyle \lim _{x\to x_{1}}f(x)=y_{1}}
parafraseando, cuando x se aproxima a x1, f(x) se aproxima a y1. Por definición de los límites, esto significa que para todo intervalo abierto J, centrado en y1, existe un intervalo abierto I, centrado en x1, tal que {\displaystyle f(I)\in J}.
Si f no es continua en un punto, el teorema cae en falta. En efecto, no todo intervalo I alrededor de x1 tiene su imagen en un intervalo J centrado en y1, con un radio inferior al salto de f, no importa lo pequeño que este intervalo sea, hay valores de x del intervalo I alrededor de x1 que tiene su imagen en un intervalo K centrado en y2, siendo y1 y y2 valores distintos, esto es: x tiene imágenes que se salen de J.
La ventaja de esta definición es que se puede generalizar a cualquier espacio topológico.

### Continuidad lateral
Una función {\displaystyle f} es continua por la izquierda en el punto {\displaystyle x_{1}} si el límite lateral por la izquierda y el valor de la función en el punto son iguales. Es decir:
{\displaystyle \lim _{x\to x_{1}^{-}}f(x)=f(x_{1})}
como en la figura.
Una función {\displaystyle f} es continua por la derecha en el punto {\displaystyle x_{1}} si su límite lateral por la derecha y el valor de la función en el punto son iguales. Es decir:
{\displaystyle \lim _{x\to x_{1}^{+}}f(x)=f(x_{1})}
Una función {\displaystyle f} es continua en un punto si es continua por la izquierda y es continua por la derecha. Esto es:
{\displaystyle \lim _{x\to x_{1}^{-}}f(x)=\lim _{x\to x_{1}^{+}}f(x)=f(x_{1})}

### Continuidad de una función en un intervalo abierto: (a,b)
Un valor c, pertenece a un intervalo abierto I, de extremo izquierdo a y extremo derecho b, representado I= (a,b) si:
{\displaystyle a<c<b\;}
Una función, f es continua en un intervalo abierto I= (a,b), si y solo si la función es continua en todos los puntos del intervalo, es decir:
{\displaystyle \forall c\in I=(a,b):\quad \lim _{x\to c}f(x)=f(c)}

### Continuidad de una función en un intervalo cerrado: [a,b]
Un valor c, pertenece a un intervalo cerrado I, de extremo izquierdo a y extremo derecho b, representado I= [a,b] si:
{\displaystyle a\leq c\leq b\;}
Una función f es continua en un intervalo cerrado [a, b] si la función es continua en el intervalo abierto (a,b) y es continua por la derecha de a y continua por la izquierda de b:
{\displaystyle \forall c\in I=[a,b]:\quad \lim _{x\to c}f(x)=f(c)\quad \land \quad \lim _{x\to a^{+}}f(x)=f(a)\quad \land \quad \lim _{x\to b^{-}}f(x)=f(b)}

## Algunas funciones continuas importantes

Funciones seno y coseno

Las funciones polinomiales, trigonométricas: seno y coseno, las exponenciales y los logaritmos son continuas en sus respectivos dominios de definición.
La parábola, como función polinómica, es un ejemplo de función continua a lo largo de todo el dominio real.
En la gráfica se ve la función seno que es periódica, acotada y continua en todo el dominio real, dado su carácter periódico, con ver uno solo de los ciclos es suficiente para comprobar la continuidad, porque el resto de los ciclos son exactamente iguales.

### Funciones definidas por intervalos
Las funciones definidas para distintos intervalos de x, pueden ser discontinuas en los puntos de cambio de intervalo, como por ejemplo:
- La función parte entera de x, E(x), donde E(x) es el mayor número entero inferior o igual a x, tal que:

E(x) ≤ x < E(x) + 1.
Su gráfica es una sucesión de segmentos horizontales a distintas alturas. Esta función no es continua en los enteros, pues los límites a la izquierda y a la derecha son diferentes, pero es continua en los segmentos abiertos (n, n+1) donde es constante.
- Otras funciones definidas por intervalos son:

Función escalón unitario
Función signo

### Función racional
Las funciones racionales son continuas en un intervalo adecuado. Un ejemplo de esto es la función inverso de x:
{\displaystyle f(x)={\frac {1}{x}}}
Esta función es una hipérbola compuesta por dos tramos. x < 0 y x > 0. Como se puede ver, es continua en todo el dominio {\displaystyle \left(-\infty ,0\right)\cup \left(0,+\infty \right)} porque no está definida en x= 0. Si se extiende el dominio de la función a R (dándole un valor arbitrario a f(0) la función será discontinua.

## Teoremas sobre funciones continuas
Estos son algunos de los teoremas más importantes sobre funciones continuas.
1. Teorema de Weierstrass: Si f es continua en {\displaystyle [a,b]} entonces f tiene por lo menos un máximo y por lo menos un mínimo en dicho intervalo.
2. Teorema de Bolzano: Si f es continua en {\displaystyle [a,b]} y {\displaystyle f(a)<0<f(b)} o {\displaystyle f(b)<0<f(a)}, entonces existe {\displaystyle c\in (a,b)} tal que {\displaystyle f(c)=0}
3. Teorema del valor intermedio: Si f es continua en {\displaystyle [a,b]} y {\displaystyle k:\,f(a)<k<f(b)} entonces existe {\displaystyle c\in (a,b)} tal que {\displaystyle f(c)=k}
4. Acotación: Si f es una función sobre un conjunto compacto entonces, la función tiene un máximo o un mínimo (sobre un conjunto abierto se tiene el siguiente contraejemplo la función {\displaystyle f(x)=1/x} es continua sobre {\displaystyle (0,1)} pero no es acotada).

### Derivada y continuidad
Las funciones derivables son continuas. Si una función es derivable en x=a entonces es continua en x=a. De modo que la continuidad es una condición necesaria para la derivabilidad.
| Demostración |
| :{\displaystyle f(x)-f(a)=f(x)-{{f(a)}^{}}^{}} {\displaystyle f(x)-f(a)={\frac {(f(x)-f(a))(x-a)}{(x-a)}}} {\displaystyle f(x)={\frac {(f(x)-f(a))(x-a)}{(x-a)}}+f(a)} {\displaystyle \lim _{x\to a}f(x)=\lim _{x\to a}{\frac {(f(x)-f(a))}{(x-a)}}\lim _{x\to a}(x-a)+\lim _{x\to a}f(a)} {\displaystyle f'(a)\lim _{x\to a}(x-a)+\lim _{x\to a}f(a)=f'(a)\cdot 0+f(a)=f(a)} |

Es importante notar que lo recíproco no es válido; es decir que nada se puede afirmar sobre la derivabilidad de una función continua. Un ejemplo claro de esta situación es la función valor absoluto f(x) = |x|, que si bien es continua en todo su dominio no es derivable en x = 0. Incluso hay funciones continuas en todo {\displaystyle \mathbb {R} } pero no derivables en ningún punto (las funciones del movimiento browniano verifican esto con probabilidad 1). Otro ejemplo clásico de esto es la función de Weierstrass.

#### Clases de continuidad
Una función {\displaystyle f:\Omega \subset \mathbb {R} \longrightarrow \mathbb {R} }, se dice que: 
- es de clase {\displaystyle C^{0}(\Omega )\,} cuando es continua en todo el dominio {\displaystyle \Omega }.
- es de clase {\displaystyle C^{k}(\Omega )\,} si está definida en todo el dominio {\displaystyle \Omega } junto con sus derivadas hasta orden {\displaystyle k\geq 1} y todas ellas son continuas.
- es de clase {\displaystyle C^{\infty }(\Omega )\,} si tiene derivadas continuas de cualquier orden. Observemos que funciones de este tipo no son necesariamente analíticas.
- Una función es de clase {\displaystyle C^{-1}(\Omega )\,} si es la derivada en el sentido de las distribuciones de una función de clase {\displaystyle C^{0}(\Omega )\,}.
- Una función generalizada se dice de clase {\displaystyle C^{-k}(\Omega )\,} si es la derivada k-ésima en el sentido de las distribuciones de una función de clase {\displaystyle C^{0}(\Omega )\,}.

Cualquier función polinómica de una variable es una función de clase {\displaystyle C^{\infty }(\mathbb {R} )}. La función generalizada denominada delta de Dirac es una función de clase {\displaystyle C^{-2}(\mathbb {R} )\,} ya que es la derivada segunda de la función rampa que es continua, y la derivada primera de la función escalón de Heaviside que es de clase {\displaystyle C^{-1}}
Se pueden dar ejemplos que muestran que hay funciones de clase {\displaystyle C^{k}(\Omega )\,}
pero no lo son de clase {\displaystyle C^{k+1}(\Omega )\,}. Los ejemplos clásicos son {\displaystyle f_{k}(x)=x^{k}\operatorname {sen}(1/x)}.

## Aplicaciones de varias variables reales
Dada una aplicación {\displaystyle {\boldsymbol {f}}:\mathbb {R} ^{m}\to \mathbb {R} ^{n}} el criterio {\displaystyle \epsilon -\delta } usado para funciones de una sola variable puede ampliarse fácilmente. Así se dice que una aplicación como la anterior es continua si y sólo si:

{\displaystyle \forall \epsilon >0\ \exists \delta >0:\|{\boldsymbol {x}}-{\boldsymbol {y}}\|_{m}<\delta \Rightarrow \|{\boldsymbol {f}}({\boldsymbol {x}})-{\boldsymbol {f}}({\boldsymbol {y}})\|_{n}<\epsilon }

con {\displaystyle {\boldsymbol {x}},{\boldsymbol {y}}\in \mathbb {R} ^{m}}, siendo {\displaystyle \|\cdot \|_{k}} la norma vectorial de {\displaystyle \mathbb {R} ^{k}}. Equivalentemente, la ecuación anterior equivale a que:

{\displaystyle \lim _{{\boldsymbol {x}}\to {\boldsymbol {y}}}{\boldsymbol {f}}({\boldsymbol {x}})={\boldsymbol {f}}({\boldsymbol {y}})}

Lo que a su vez equivale que para cualquier sucesión {\displaystyle ({\boldsymbol {x}}_{n})_{n=1}^{\infty }\to {\boldsymbol {y}}} tendremos que {\displaystyle ({\boldsymbol {f}}({\boldsymbol {x}}_{n}))_{n=1}^{\infty }\to {\boldsymbol {f}}({\boldsymbol {y}})}. En varias variables la noción de continuidad es más compleja que con una variable, en particular la noción de límite lateral derecho e izquierdo no existen, ya que existe una infinidad de maneras de aproximarse a un punto. Por ejemplo, la función {\displaystyle f:\mathbb {R} ^{2}\to \mathbb {R} } dada por {\displaystyle f(x,y)=xy/(x^{2}+y^{2})} no es continua en {\displaystyle (0,0)}, para ninguna elección posible de {\displaystyle f(0,0)}. Esto se puede ver acercándonos al punto {\displaystyle (0,0)} a lo largo de una recta {\displaystyle y=mx}, pues entonces tenemos:

{\displaystyle \lim _{(x,y=mx^{2})\to (0,0)}{\frac {xy}{x^{2}+y^{2}}}=\lim _{x\to 0}{\frac {mx^{2}}{x^{2}+m^{2}x^{2}}}={\frac {m}{1+m^{2}}}}

Como el límite anterior depende de la pendiente {\displaystyle m} de la recta, no existe un único límite independiente de la dirección y, por tanto, la función no puede ser continua en {\displaystyle (0,0)}.

## Aplicaciones continuas en espacios métricos
El concepto de continuidad para funciones reales de variable real se puede generalizar fácilmente a funciones entre espacios métricos. Un espacio métrico es un conjunto {\displaystyle X} equipado con una función (llamada métrica o distancia) {\displaystyle d_{X}\colon X\times X\rightarrow \mathbb {R} }, que se puede interpretar como una medida de la distancia entre dos puntos de {\displaystyle X}. Concretamente, para poder entenderla como la "distancia" entre dos puntos se le piden las propiedades que la distancia usual satisface: debe ser positiva, anularse si se calcula la distancia de un punto a sí mismo, simétrica (la distancia de {\displaystyle x} a {\displaystyle y} es la misma que la de {\displaystyle y} a {\displaystyle x}) y debe satisfacer la desigualdad triangular.
Así pues, dados dos espacios métricos {\displaystyle (X,d_{X}),(Y,d_{Y})} y una función {\displaystyle f\colon X\rightarrow Y}, decimos que {\displaystyle f} es continua (respecto a las métricas {\displaystyle d_{X},d_{Y}}) en un punto {\displaystyle c\in X} si para cualquier {\displaystyle \varepsilon >0}, por pequeño que sea, existe un número real {\displaystyle \delta >0} tal que para todo {\displaystyle x\in X} con {\displaystyle d_{X}(x,c)\leq \delta } se tiene que {\displaystyle d_{Y}(f(x),f(c))\leq \varepsilon }. 
Esta definición generaliza la continuidad para funciones {\displaystyle f\colon \mathbb {R} ^{n}\to \mathbb {R} ^{m}}, tomando en {\displaystyle \mathbb {R} ^{n},\mathbb {R} ^{m}} la distancia euclídea {\displaystyle d(x,y)=\lVert x-y\rVert }.
Como en el caso de funciones reales de variable real, la definición dada es equivalente a la condición de que cualquier sucesión {\displaystyle (x_{n})} de puntos de {\displaystyle X} con límite {\displaystyle \lim x_{n}=c} se tiene que {\displaystyle \lim f(x_{n})=f(c)}. A esta condición se le llama continuidad secuencial en el punto {\displaystyle c\in X}.
| Demostración |
| Supongamos que {\displaystyle f\colon X\to Y} es continua. Tomemos una sucesión {\displaystyle (x_{n})} de puntos de {\displaystyle X} con límite {\displaystyle \lim x_{n}=c} y veamos que {\displaystyle \lim f(x_{n})=f(c)}. Para ello, fijamos {\displaystyle \varepsilon >0} y vamos a encontrar un {\displaystyle N} natural suficientemente grande para que si {\displaystyle n\geq N} se tenga que {\displaystyle d_{Y}(f(x_{n}),f(c))\leq \varepsilon }. Por continuidad, hay un {\displaystyle \delta >0} tal que si {\displaystyle d_{X}(x_{n},c)\leq \delta } entonces {\displaystyle d_{Y}(f(x_{n}),f(c))\leq \varepsilon }. Pero ahora, habiendo fijado ese {\displaystyle \delta }, como {\displaystyle \lim x_{n}=c}, podemos encontrar un natural {\displaystyle N} de forma que {\displaystyle d_{X}(x_{n},c)\leq \delta } siempre que {\displaystyle n\geq N}. Por lo anterior, esto significa que {\displaystyle d_{Y}(f(x_{n}),f(c))\leq \varepsilon } siempre que {\displaystyle n\geq N}, que es lo que queríamos. Recíprocamente, supongamos que para toda sucesión {\displaystyle (x_{n})} de puntos de {\displaystyle X} con {\displaystyle \lim x_{n}=c} se tiene que {\displaystyle \lim f(x_{n})=f(c)} y veamos que {\displaystyle f} es continua en {\displaystyle c}. Supongamos lo contrario. Esto es, que {\displaystyle \exists \varepsilon >0:\forall \delta >0\exists x_{\delta }\in X:d_{X}(x_{\delta },c)\leq \delta } pero {\displaystyle d_{Y}(f(x_{\delta }),f(c))>\varepsilon } Si ahora tomamos {\displaystyle \delta =1/n\ \ \forall n>0} y escribimos {\displaystyle x_{\delta }=x_{n}} hemos creado una sucesión {\displaystyle (x_{n})} de puntos de {\displaystyle X} tal que {\displaystyle d_{X}(x_{n},c)\leq 1/n} pero {\displaystyle d_{Y}(f(x_{n}),f(c))>\varepsilon } Pero esto significa por definición que {\displaystyle \lim f(x_{n})\neq f(c)}, aunque {\displaystyle \lim x_{n}=c}, lo que entra en contradicción con nuestra hipótesis.{\displaystyle \quad \square } |

Hasta ahora hemos definido la continuidad de una función en un punto. Decimos que {\displaystyle f\colon X\to Y} es continua (en todo {\displaystyle X}) si es continua en {\displaystyle x} para todo {\displaystyle x\in X}. Esta continuidad global admite una caracterización en términos sólo de conjuntos abiertos, que es la definición que se generaliza en espacios topológicos. En un espacio métrico {\displaystyle (M,d)}, un subconjunto {\displaystyle U\subseteq M} se llama abierto si todo punto de {\displaystyle U} tiene toda una bola alrededor que también está en {\displaystyle U}, es decir, si 
{\displaystyle \forall x\in U\quad \exists \varepsilon >0:B(x,\varepsilon )\subseteq U},
donde {\displaystyle B(x,\varepsilon )} representa la bola de centro {\displaystyle x} y radio {\displaystyle \varepsilon }.
Ahora, tenemos que una función {\displaystyle f\colon X\to Y} es continua si y sólo si la antiimagen de todo abierto de {\displaystyle Y} es un abierto de {\displaystyle X}, es decir, si {\displaystyle \forall U\subseteq Y} abierto {\displaystyle f^{-1}(U)\subseteq X} es abierto.
| Demostración |
| Veamos primero que si {\displaystyle f} es continua entonces se satisface la condición de los abiertos. Para ello, tomemos {\displaystyle U\subseteq Y} abierto y veamos que {\displaystyle f^{-1}(U)\subseteq X} también es abierto. Para ver esto, basta tomar un punto {\displaystyle x\in f^{-1}(U)} arbitrario y encontrar un {\displaystyle \delta >0} tal que {\displaystyle B(x,\delta )\subseteq f^{-1}(U)}. Ahora, como {\displaystyle x\in f^{-1}(U)}, tenemos que {\displaystyle f(x)\in U}, y {\displaystyle U} es abierto, por lo que existe {\displaystyle \varepsilon >0} tal que {\displaystyle B(f(x),\varepsilon )\subseteq U}. Tomando {\displaystyle \varepsilon /2}, por continuidad en {\displaystyle x}, existe un {\displaystyle \delta >0} tal que si {\displaystyle d_{X}(x,y)\leq \delta } se tiene que {\displaystyle d_{Y}(f(x),f(y))\leq \varepsilon /2<\varepsilon }. En términos de bolas, esto significa que para todo {\displaystyle y\in B(x,\delta )} se tiene que {\displaystyle f(y)\in B(f(x),\varepsilon )\subseteq U}. Por tanto, {\displaystyle B(x,\delta )\subseteq f^{-1}(U)}, por lo que hemos encontrado el {\displaystyle \delta >0} que queríamos. Recíprocamente, supongamos la condición sobre los abiertos y veamos que {\displaystyle f} es continua en {\displaystyle x} para todo {\displaystyle x\in X}. Para ello, fijamos {\displaystyle \varepsilon >0} y vamos a encontrar {\displaystyle \delta >0} tal que si {\displaystyle d_{X}(x,y)\leq \delta } entonces {\displaystyle d_{Y}(f(x),f(y))\leq \varepsilon }. Tenemos que la bola abierta {\displaystyle B(f(x),\varepsilon )} es un conjunto abierto de {\displaystyle Y}. Por continuidad, su antiimagen es un abierto de {\displaystyle X}, y contiene el punto {\displaystyle x}. Por definición de abierto, existe un {\displaystyle \delta } tal que {\displaystyle B(x,2\delta )\subseteq f^{-1}(B(f(x),\varepsilon ))}, pero esto significa que si {\displaystyle d_{X}(x,y)\leq \delta <2\delta }, entonces {\displaystyle d_{Y}(f(x),f(y))<\varepsilon }. Así pues, hemos encontrado el {\displaystyle \delta >0} que queríamos. {\displaystyle \quad \square } |

## Aplicaciones continuas en espacios topológicos
Otra noción, más abstracta, de continuidad es la continuidad entre espacios topológicos, en los que en general no hay definido un concepto de distancia, que se usa en la definición en espacios métricos y, en particular, para funciones reales de variable real, donde se usa la distancia inducida por el valor absoluto. Un espacio topológico es un conjunto {\displaystyle X} junto con una topología en {\displaystyle X}, esto es, una familia de subconjuntos de {\displaystyle X} que harían el papel de los conjuntos abiertos métricos si {\displaystyle X} fuera métrico. A esta familia de subconjuntos de {\displaystyle X} se les llama indistintamente abiertos de {\displaystyle X}. Así, para replicar las propiedades de los conjuntos abiertos, a estos subconjuntos se les piden tres propiedades que los abiertos métricos cumplen inmediatamente: que el vacío y el total {\displaystyle X} estén entre ellos, que la unión de abiertos sea abierta, y que la intersección finita de abiertos sea abierta.
Una propiedad fundamental de la continuidad entre espacios métricos es que es equivalente a que la antiimagen de todo abierto (métrico) sea abierta (ver demostración aquí). Así, aunque no podemos generalizar directamente la definición de continuidad métrica a espacios topológicos (pues usa la noción de distancia), sí que podemos generalizar esta condición equivalente, que sólo trata de abiertos. Por tanto, podemos definir la continuidad entre espacios topológicos como sigue.
Sean {\displaystyle (X,T_{X})} e {\displaystyle (Y,T_{Y})} dos espacios topológicos. Una aplicación {\displaystyle f:X\longrightarrow Y} se dice que es continua si:
{\displaystyle f^{-1}(G)} es un abierto de {\displaystyle X}, cualquiera que sea el abierto {\displaystyle G} de {\displaystyle Y}.
Esta definición se reduce a la definición ordinaria de continuidad de una función {\displaystyle f:\mathbb {R} ^{n}\to \mathbb {R} ^{m}} si sobre {\displaystyle \mathbb {R} ^{n}} y {\displaystyle \mathbb {R} ^{m}} se considera la topología inducida por la distancia euclídea. En general, como hemos dicho antes, la definición generaliza la continuidad entre dos espacios métricos cualesquiera.
Esta es la continuidad vista globalmente, la que sigue es la continuidad en un punto del dominio. Con la misma notación anterior, si {\displaystyle x\in X}, diremos que {\displaystyle f} es continua en {\displaystyle x} cuando se obtiene que {\displaystyle f^{-1}(V)} es un entorno de {\displaystyle x}, cualquiera que sea el entorno {\displaystyle V} de {\displaystyle f(x)}.
Es posible entonces comprobar que {\displaystyle f} es continua si y sólo si es continua en {\displaystyle x\in X}, cualquiera que sea este, es decir, cuando sea continua en cada uno de los puntos de su dominio.

### Propiedades
Si {\displaystyle f\colon X\to Y} y {\displaystyle g\colon Y\to Z} son continuas, también lo es su composición {\displaystyle g\circ f\colon X\to Z}.
Demostración: Tomemos un abierto {\displaystyle U\subseteq Z} Su antiimagen por {\displaystyle g\circ f} es {\displaystyle (g\circ f)^{-1}(U)=f^{-1}(g^{-1}(U))}, pero como {\displaystyle g} es continua, {\displaystyle g^{-1}(U)} es abierto, y como {\displaystyle f} es continua, {\displaystyle f^{-1}(g^{-1}(U))} también es abierto.{\displaystyle \quad \square }
La identidad {\displaystyle \operatorname {id} _{X}\colon (X,T_{1})\to (X,T_{2})} es continua si y sólo si {\displaystyle T_{2}\subseteq T_{1}} (es decir, {\displaystyle T_{1}} es más fina que {\displaystyle T_{2}}).
Demostración: Supongamos que {\displaystyle T_{1}} es más fina que {\displaystyle T_{2}}. Entonces, para todo abierto {\displaystyle U} de {\displaystyle T_{2}}, {\displaystyle U} también es un abierto de {\displaystyle T_{1}}. Pero entonces para cualquier abierto {\displaystyle U} de {\displaystyle T_{2}}, su antiimagen {\displaystyle \operatorname {id} ^{-1}(U)=U} es abierta de {\displaystyle T_{1}}, de donde la continuidad. 

Si, en cambio, {\displaystyle T_{1}} no es más fina que {\displaystyle T_{2}}, entonces hay por lo menos un abierto de {\displaystyle T_{2}} que no es abierto de {\displaystyle T_{1}}. La antiimagen de este abierto por la identidad es él mismo, y no será abierto del espacio de salida, provocando que la aplicación no sea continua. {\displaystyle \quad \square }
Las aplicaciones constantes {\displaystyle f\colon X\rightarrow Y,\ f(x)=c\ \ \forall x\in X} son continuas.
Demostración: Dado un abierto cualquiera {\displaystyle U} de {\displaystyle Y}, tenemos dos opciones, o contiene el punto {\displaystyle c} o no. Si lo contiene, {\displaystyle f^{-1}(U)=X}, y si no, {\displaystyle f^{-1}(U)=\emptyset }, pero en cualquier caso son abiertos de {\displaystyle X} sea cual sea su topología por definición de topología. {\displaystyle \quad \square }
Las propiedades topológicas de compacidad, conexión, conexión por caminos, Lindelöf y separabilidad se conservan por aplicaciones continuas, es decir, si {\displaystyle f\colon X\to Y} es continua y {\displaystyle X} tiene alguna de estas propiedades, entonces {\displaystyle f(X)\subseteq Y}, dotado de la topología inducida de la de {\displaystyle Y} también tiene esa propiedad.

## Funciones continuas sobre los números ordinales
El término función continua en la parte de la teoría de conjuntos que se refiere a los números ordinales tiene un sentido diferente al referido a las funciones sobre espacios topológicos. Concretamente una función F definida sobre la clase de los números ordinales {\displaystyle \mathrm {On} } es continua si para cada ordinal límite se cumple la siguiente propiedad:

{\displaystyle F(\gamma )=\bigcup \{F(\sigma )|\ \sigma <\gamma ,\ \sigma \in \mathrm {On} \}}